# 権力の真空
権力の真空（けんりょくのしんくう、英：power vacuum, power void）とは、「何者かが事象の統制を失い、かつ誰もがそれに代わることができない」という政治的状態を真空に例えた政治学と政治史における表現である。力の空白、力の真空などとも呼ばれる。

## 概要
権力の真空は、政府が識別可能な中央権力や権威を持たないときに発生しうる。権力の真空はまた、武装民兵・反乱者・軍事クーデター・軍閥・独裁者などの形で、即座にその空白を埋めようとする勢力が現れる傾向があることを示唆する。この用語は、犯罪集団の抗争力を失い脆弱になったときの組織犯罪についてもよく使用される。 
世襲または法定による継承順位や効果的な後継者育成は、地位継承問題を秩序だって解決する手段である。独裁政治の失敗や内戦などによってそのような手段が利用不可となった場合、権力の真空が政治的競争または暴力、或いは（通常）その両方を伴う権力闘争を生じさせる。政府が大部分の地域を掌握できなくなったり廃絶されたりするなどの憲政の危機に際しては、不明瞭な承継を招く権力の真空が生じうる。

## 歴史上の事例
歴史上の例としては、アレキサンダー大王の死、セルジューク朝に覇権をもたらすことを許した11世紀の中東、普仏戦争におけるフランスの敗戦、ソ連におけるウラジーミル・レーニンの死、スエズ危機後の中東でのイギリス・フランスの影響力低下等がある。
鄭和の大航海が行われた1405年から1433年の間、明はインド洋における政治的にも軍事的にも支配的な勢力であった。しかし、明は1433年に大明宝船を引き上げ、インド洋に巨大な権力の空白地帯を作った。
国内の一部地域で起きた事例として、会津戦争後に会津藩が明治政府に降伏すると、藩政に不満を持っていた民衆により会津世直し一揆のような蜂起が頻発している。

## 現代の事例
2000年、イスラエルのレバノン南部からの一方的撤退により、親イスラエルの南レバノン軍が崩壊。同軍の旧支配地域が一時的に空白地帯となり、レバノン国軍とヒズボラがこの空白地帯をめぐって争奪戦を行なった。
2003年のイラク戦争では、アメリカが率いる有志連合がフセイン大統領を排除したが、政府軍に対抗しうる反政府勢力が不在であったことは、バアス党解体後も地元有力者らが空席となった行政の地位を直ちに担える状況にないことを意味した。このため、遷移の監督を目的に、ポール・ブレマーが米国政府に連合国暫定当局代表に任命された。
いずれも当初人道上の問題を掲げて西側諸国が介入した、1999年のコソボ紛争 (アライド・フォース作戦)および2011年のリビア内戦などは、既に現地で政府打倒を図る反政府軍による地上戦が行われていた（ただし、コソボの場合は、政府の打倒というよりも支配地域からの軍の排除が企図された）。
その後、有効な継承政体がリビアとコソボにそれぞれ発足した。